# Higher (Clean Bandit)
Higher è un singolo del gruppo musicale britannico Clean Bandit, pubblicato il 29 gennaio 2021 come secondo estratto dal terzo album in studio.
Il brano vede la partecipazione vocale del rapper statunitense Iann Dior.

## Video musicale
Il video musicale, reso disponibile in concomitanza con l'uscita del singolo, è stato girato in Giamaica.

## Tracce
Testi e musiche di Dan Smith, Jack Patterson e Michael Olmo.
Download digitale
1. Higher (feat. Iann Dior) – 3:23

Download digitale – Nathan Dawe Remix
1. Higher (feat. Iann Dior) (Nathan Dawe Remix) – 2:54

Download digitale – Acoustic
1. Higher (feat. Iann Dior and Gracey) (Acoustic) – 3:30

Download digitale – Vize Remix
1. Higher (feat. Iann Dior) (Vize Remix) – 2:31

## Formazione
Musicisti
- Iann Dior – voce
- Dan Smith – cori
- Mike Hough – cori
- Yasmin Green – cori
- Grace Chatto – steel pan
- Jack Patterson – tastiera, programmazione
- Mark Ralph – tastiera aggiuntiva, percussioni, programmazione
- Luke Patterson – batteria

Produzione
- Grace Chatto – produzione
- Jack Patterson – produzione
- Mark Ralph – produzione
- Josh Green – ingegneria del suono
- Gemma Chester – assistenza all'ingegneria del suono
- Ryan Cantu – registrazione
- Stuart Hawkes – mastering
- Mark Ralph – missaggio

## Classifiche

### Classifiche settimanali
| Classifica (2021) | Posizione massima |
| ----------------- | ----------------- |
| Croazia           | 15                |
| Irlanda           | 67                |
| Polonia           | 39                |
| Regno Unito       | 66                |

### Classifiche di fine anno
| Classifica (2021) | Posizione |
| ----------------- | --------- |
| Croazia           | 96        |